# Кузьминская (Сямженский район)
Кузьминская — деревня в Сямженском районе Вологодской области.
Входит в состав Устьрецкого сельского поселения, с точки зрения административно-территориального деления — в Устьрецкий сельсовет.
Расстояние по автодороге до районного центра Сямжи — 20 км, до центра муниципального образования Усть-Реки — 1 км. Ближайшие населённые пункты — Усть-Река, Герасимиха, Лелековская.
По переписи 2002 года население — 11 человек.